# Florian Schnitzer
Florian Schnitzer (* 28. Januar 1981 in Garmisch-Partenkirchen) ist ein deutscher Eishockeyspieler, der zuletzt bei den Bietigheim Steelers in der 2. Bundesliga spielte.

## Karriere
Schnitzer durchlief die Jugendmannschaften des SC Riessersee und schaffte es, sich in der Profimannschaft zu etablieren. Dort spielte der Linksschütze bis 2003 in der 2. Bundesliga, ehe der Konkurs des Vereins eine sportliche Zukunft in Garmisch-Partenkirchen unmöglich machte. Schnitzer unterschrieb daraufhin zur Saison 2003/04 einen Vertrag bei den Straubing Tigers, die ebenfalls in der 2. Bundesliga spielten. Dort absolvierte der Flügelstürmer eine erfolgreiche Saison, woraufhin er in der darauffolgenden Saison zu den Krefeld Pinguinen in die Deutsche Eishockey Liga wechselte. Nach einem Jahr in Krefeld ging Schnitzer 2005 nach Hamburg, wo er in drei Jahren 165 Partien im Trikot der Freezers bestritt.
Von 2008 bis 2010 stand der als guter Allrounder geltende Spieler wieder für die Straubing Tigers auf dem Eis. Schnitzers erste Spielzeit in Straubing war allerdings von Verletzungen geprägt, im Januar 2009 zog sich der Angreifer einen Mittelfußbruch zu, weswegen die Saison für ihn vorzeitig beendet war. Erst die zweite Saison konnte er ohne Verletzungen absolvieren und erreichte 14 Scorerpunkte in 50 Spielen. Nachdem sein Vertrag in Straubing ausgelaufen war, wechselte der Rechtsschütze 2010 zu den Augsburger Panthern, bei denen er einen Einjahresvertrag unterschrieb. Anfang 2013 wechselte er zu den Bietigheim Steelers in die 2. Bundesliga.

## Karrierestatistik
| 1998/99               | SC Riessersee         | BL                    | 1   | 0  | 0  | 0  | 0   | –  | – | – | – | –  |
| 1999/00               | SC Riessersee         | 2. BL                 | 42  | 0  | 3  | 3  | 18  | –  | – | – | – | –  |
| 2000/01               | SC Riessersee         | 2. BL                 | 43  | 4  | 2  | 6  | 30  | –  | – | – | – | –  |
| 2001/02               | SC Riessersee         | 2. BL                 | 51  | 5  | 6  | 11 | 64  | 10 | 1 | 2 | 3 | 14 |
| 2002/03               | SC Riessersee         | 2. BL                 | 52  | 2  | 17 | 19 | 50  | 11 | 0 | 2 | 2 | 4  |
| 2003/04               | Straubing Tigers      | 2. BL                 | 41  | 4  | 10 | 14 | 46  | 3  | 1 | 1 | 2 | 4  |
| 2004/05               | Krefeld Pinguine      | DEL                   | 51  | 5  | 5  | 10 | 73  | –  | – | – | – | –  |
| 2005/06               | Hamburg Freezers      | DEL                   | 50  | 2  | 4  | 6  | 66  | 6  | 0 | 0 | 0 | 0  |
| 2006/07               | Hamburg Freezers      | DEL                   | 52  | 2  | 4  | 6  | 38  | 7  | 0 | 0 | 0 | 2  |
| 2007/08               | Hamburg Freezers      | DEL                   | 42  | 5  | 7  | 12 | 26  | 8  | 0 | 0 | 0 | 4  |
| 2008/09               | Straubing Tigers      | DEL                   | 40  | 2  | 3  | 5  | 26  | –  | – | – | – | –  |
| 2009/10               | Straubing Tigers      | DEL                   | 50  | 2  | 12 | 14 | 42  | –  | – | – | – | –  |
| 2010/11               | Augsburger Panther    | DEL                   | 27  | 1  | 3  | 4  | 4   | –  | – | – | – | –  |
| 2. Bundesliga gesamt1 | 2. Bundesliga gesamt1 | 2. Bundesliga gesamt1 | 230 | 15 | 38 | 53 | 208 | 24 | 2 | 5 | 7 | 22 |
| DEL gesamt            | DEL gesamt            | DEL gesamt            | 312 | 19 | 38 | 57 | 275 | 21 | 0 | 0 | 0 | 6  |

(Legende zur Spielerstatistik: Sp oder GP = absolvierte Spiele; T oder G = erzielte Tore; V oder A = erzielte Assists; Pkt oder Pts = erzielte Scorerpunkte; SM oder PIM = erhaltene Strafminuten; +/− = Plus/Minus-Bilanz; PP = erzielte Überzahltore; SH = erzielte Unterzahltore; GW = erzielte Siegtore; 1 Play-downs/Relegation; Kursiv: Statistik nicht vollständig)
1 inklusive Vorgängerliga „Bundesliga“ (1998–1999)

## Erfolge und Auszeichnungen
- 2013 DEB-Pokal-Sieger  mit den Bietigheim Steelers
- 2013 Meister der 2. Bundesliga mit den Bietigheim Steelers